# Гънисън (Юта)
Вижте пояснителната страница за други значения на Гънисън.
Гънисън (на английски: Gunnison) е град в окръг Санпит, щата Юта, САЩ. Гънисън е с население от 2394 жители (2000) и обща площ от 13,7 km². Намира се на 1566 m надморска височина. ЗИП кодът му е 84634, а телефонният му код е 435.